# アメリカ合衆国の音楽チャート
アメリカ合衆国の音楽チャート（アメリカがっしゅうこくのおんがくチャート）には次のようなものがある。
- 『ビルボード』が集計・発表するチャート
  - Billboard Hot 100 - シングルのチャート
  - Billboard 200 - アルバムのチャート
- 『ラジオ&レコーズ』が集計・発表したチャート
- 『キャッシュボックス』誌が発表したチャート
- 『CMJニュー・ミュージック・リポート』誌が発表したチャート（カレッジ・チャート）